# إريبولين
إريبولين، الذي يباع تحت الإسم التجاري Halaven، هو دواء يستخدم لعلاج سرطان الثدي والساركوما الدهنية. يستخدم عند فشل العلاجات الأخرى. ويعطى عن طريق الحقن في الوريد.
وتشمل الآثار الجانبية الشائعة على التعب، وفقدان الشعر، وتلف الأعصاب الطرفية، وآلام البطن، والحمى، وانخفاض خلايا الدم البيضاء، وانخفاض خلايا الدم الحمراء. قد تشمل الآثار الجانبية الأخرى أيضا انخفاض البوتاسيوم، وانخفاض الكالسيوم، وإطالة فترة كيو تي. أما استخدامه في فترة الحمل فقد يضر الجنين. وهو مثبط الأنابيب الدقيقة.
ووفق على الإربيولين للاستخدام الطبي في الولايات المتحدة في عام 2010 وأوروبا في عام 2011. في المملكة المتحدة، كلف 0.88 ملغ هيئة الخدمات الصحية الوطنية حوالي 360 جنيهًا إسترلينيًا اعتبارًا من عام 2021. ويكلف هذا القدر في الولايات المتحدة حوالي 580 دولارًا أمريكيًا.